# دائرة دوبروفنا
دائرة دوبروفنا (بالبيلاروسية: Дубровенскі раён) (بالروسية: Дубровенский район)‏ هي دائرة (رايون) ضمن منطقة فيتبسك في بيلاروسيا .  مركزها الإداري هو دوبروفنا.